# König-Friedrich-Wilhelm-I.-Denkmal (Königsberg)

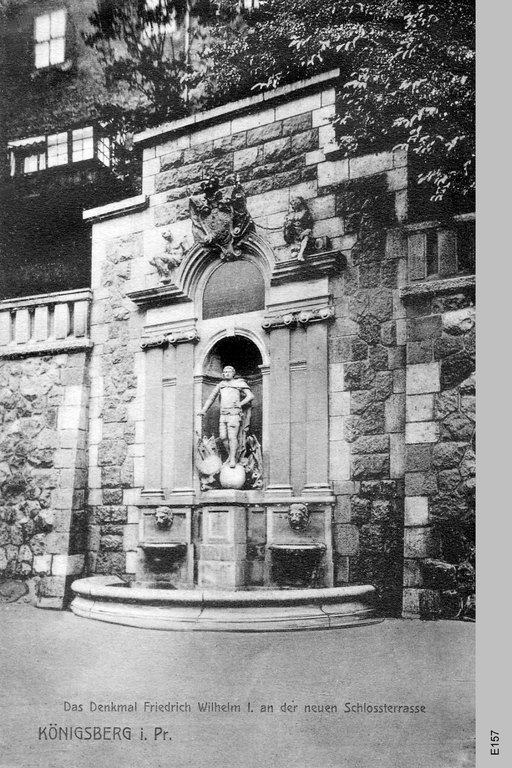
König-Friedrich-Wilhelm-I.-Denkmal

Das König-Friedrich-Wilhelm-I.-Denkmal in Königsberg stand in einer Nische der Zyklopenmauer auf dem Kaiser-Wilhelm-Platz an der Südfront des Schlosses. Das Standbild wurde von Johann Heinrich Meißner 1730 erstellt. Es zeigt den König Friedrich Wilhelm I. im Kürass mit Umhang auf einer (Welt)kugel stehend. Die in Latein gehaltene Widmungsinschrift war in dem Bogenfeld über dem Denkmal zu lesen.  
Obwohl das Denkmal schon im Jahr seiner Erstellung 1730 im Packhof angelangt war, brauchte es bis ins Jahr 1907, um einen würdigen Platz zu finden. Im Rahmen des Aufbaus der Schlossterrassen an der Südfront richtete man „am Kantberg“ auch eine Nische für dieses Denkmal ein. Kurz vor dem Ersten Weltkrieg verlor die Statue ihren rechten Arm, der durch einen blechernen ersetzt wurde. Nach der Besetzung Königsbergs wurde das Standbild 1945/46 durch sowjetische Soldaten verschleppt. Seitdem gilt es als verschollen.  